# とくするメニュー
とくするメニューは、株式会社ディーツーコミュニケーションズが運営するNTTドコモ携帯電話インターネットサービスiモード上の情報サイトである。

## 概要
NTTドコモ子会社が運営しているため、事実上、NTTドコモが提供する公式懸賞サービスの位置づけとなっている。そのため、iメニュートップからリンクが設定されている。ドコモの新サービス加入促進も、ここでなされる場合がある。

## サービス内容
2009年9月現在は以下のサービスを提供している。
とくする通販
通販各社の広告が掲載されている。
とくするトラベル
各種旅館やホテルの予約が出来る。楽天トラベルなど複数社が提供。
とくする貯金箱
提携サイトへの登録、商品購入でポイント還元が受けられ、キャッシュバックがなされるとされる。
システムは自社開発のとくするポイントシステムとなっており、ドコモコインとの親和性が高い。
とくするひろば
占いやデコメなどが提供されている。占いはGT-agency他数社が提供している。
今週のイチオシ
週替わりでキャンペーンサイトへのリンクが張られる。自社提供の懸賞は少なく、他社のキャンペーンサイトのリンクが多い。

## 他の携帯電話事業者による類似サービス
類似したサービスは、各携帯電話事業者自身または連結子会社が各社のインターネットサービスで直接提供している。内容は懸賞が中心である。
EZweb
- とくする情報 - 懸賞は自社提供が多く、懸賞以外にも占いが多い。

Yahoo!ケータイ
- とくするクーポン